# لمب وتسون
لمب وتسون (انگلیسی: Lamb Weston) شرکت صنایع غذایی آمریکایی است، که در سال ۱۹۵۰ تأسیس شد.